# Nina Brátchikova
Nina Brátchikova (n. Zhukovski, Rusia; 28 de junio de 1985) es una tenista profesional rusa. En su carrera ha conquistado 9 títulos ITF en individuales y 34 en dobles. También ha llegado a dos finales WTA de dobles.

## Títulos

### Individuales (0)
| Leyenda               |
| Grand Slam (0)        |
| WTA Championships (0) |
| Premier (0)           |
| International (0)     |

#### Finalista (0)
| Leyenda                    |
| Grand Slam (0)             |
| WTA Tour Championships (0) |
| Premier (0)                |
| International (0)          |

### Dobles (0)

#### Finalista (2)
| Leyenda: Hasta 2009   | Leyenda: Desde 2009   |
| --------------------- | --------------------- |
| Grand Slam (0)        |                       |
| WTA Championships (0) |                       |
| Tier I (0)            | Premier Mandatory (0) |
| Tier II (0)           | Premier 5 (0)         |
| Tier III (0)          | Premier (0)           |
| Tier IV & V (1)       | International (1)     |

| N.º | Fecha                | Torneo   | Superficie    | Pareja              | Oponentes en la final             | Marcador final |
| 1.  | 5 de octubre de 2008 | Tashkent | Dura          | Kathrin Wörle       | Ioana Raluca Olaru Olga Savchuk   | 7-5, 5-7, 7-10 |
| 2.  | 24 de abril de 2011  | Fes      | Tierra batida | Sandra Klemenschits | Andrea Hlaváčková Renata Voráčová | 3-6, 4-6       |